# Хельмут, Валентина
Валентина Хельмут (латыш. Valentīna Helmute, урожденная Селга; 7 октября 1928, Лиепая — 21 января 2023, Латвия) — советский и латвийский скульптор.

## Биография
Родилась 7 октября 1928 в семье массажистки и бухгалтера в Лиепае. В 1948 году окончила 17-ю основную школу Теодора Зейферта в Пардаугаве. С 1943 по 1948 год училась в Рижской гимназии изящных искусств. В 1955 году окончила факультет керамики Рижского училища прикладного искусства с дипломной работой глиняной рамкой для зеркала. Отдельные предметы Валентине Хельмут преподавали скульптор Лизе Дзегузе и художник Юлий Вилюмайнис. В 1955 году окончила кафедру скульптуры Латвийской академии художеств с дипломной работой «Мать с ребёнком» под руководством Карлиса Земдеги.
С 1950 по 1951 год работала в Художественном фонде Латвийской ССР Māksla. С 1956 по 1957 год — главный художник артели Mākslinieks.
С 1958 года член Союза художников Латвийской ССР. С 1956 года участвует в выставках. Работы Валентины Хельмут хранятся в музее Союза художников Латвии, Латвийском национальном художественном музее, других музеях и частных коллекциях.
Была замужем за художником Ольгертом Яунарайсом.
Умерла 21 января 2023 года в Латвии, похоронена на Тукумском кладбище.

## Творчество
Основными скульптурными произведениями Валентины Хельмут являются декоративные композиции и портреты, для которых характерна сильная обобщённость и плавность форм. Творчество В. Хельмут на протяжении десятилетий также было связано с живописью пастелью.
Наиболее значимые работы: «Портрет Марциса» («Mārča portrets»), гипс, 50×18×22 см, 1956; «Шлифовщица Люба», медь, 63×51×30 см, 1963, музей Союза художников Латвии (LMS); «Скульптор Айварс Гулбис» («Tēlnieks Aivars Gulbis»), медь, 36×23×28 см, 1964; "Скульптор Янис Зариньш " («Tēlnieks Jānis Zariņš»), полированный гранит, 42×31×36 см, 1969; «Раймонд Паулс» («Raimonds Pauls»), полированный чёрный гранит, 1972, Латвийский национальный художественный музей; «Торс» («Torss»), матовый алюминий, 41×20×9 см, 1972, музей LMS; «Мастер по металлу Волдемарс Бружукс» («Metālapstrādes meistars Voldemārs Bružuks»), бронза, 75×38×40 см, 1984, музей LMS.